# 宮城県仙台第二高等学校人物一覧
宮城県仙台第二高等学校人物一覧（みやぎけんりつせんだいだいにこうとうがっこうじんぶついちらん）
宮城県仙台第二高等学校及びその前身校旧制仙台第二中学校の主な出身者・教員・関係者。

## 著名な出身者

### 大学

#### 海外
- 箱守仙一郎（中46回） - ワシントン大学名誉教授、元ハーバード医学校教授
- 正宗悟（中46回） - マサチューセッツ工科大学 (MIT) 名誉教授、元アルバート州立大学教授（カナダ）
- 竹崎正道（高4回） - カリフォルニア大学名誉教授、ロサンゼルス校

#### 国内
- 山川民夫（中39回） - 東京大学名誉教授、東京薬科大学学長
- 西澤潤一（中44回） - 東北大学総長、首都大学東京名誉学長、岩手県立大学名誉学長、文化勲章受章、エジソンメダル受賞
- 西澤泰二（中47回） - 東北大学名誉教授、元日本金属学会会長、元日本鉄鋼協会副会長
- 阿部博之（高2回） - 東北大学総長、全米技術アカデミー外国人会員、日本機械学会会長、知的財産戦略会議座長、日本工学アカデミー会長
- 大井龍司（高10回） - 東北大学名誉教授、宮城県立こども病院初代院長、仙台画像診断クリニック名誉院長（元院長）、日本小児外科学会会長、同窓会名誉会長
- 平朝彦（高17回） - 東京大学名誉教授、元海洋研究開発機構理事長、日本学士院賞
- 佐藤一郎（高17回） - 東京芸術大学名誉教授、東北生活文化大学学長、現同窓会会長
- 千葉準一（高17回） - 国士舘大学教授、前法政大学教授、元首都大学東京教授
- 鈴木邦雄（高18回） - 元横浜国立大学学長
- 諸井健夫（高38回） - 東京大学教授、西宮湯川記念賞
- 棚澤一郎 - 東京大学名誉教授、生産技術研究所
- 小倉伸吉 - 海洋学者、学士院賞受賞
- 小倉謙 - 東京大学名誉教授、学士院賞受賞
- 田坂定孝 - 東京大学名誉教授、第一内科教授、関東労災病院名誉院長
- 佐藤康彦 - 京都大学名誉教授。ドイツ文学
- 増本剛 - 東北大学名誉教授、石巻専修大学元教授、電気磁気材料研究所元理事長
- 増本健 - 東北大学名誉教授、同大金属材料研究所所長、学士院賞受賞、文化功労者、元電気磁気材料研究所専務理事兼付置研究所所長、電磁材料研究所理事長
- 伊達宗行 - 大阪大学名誉教授、日本原子力研究所基礎研初代センター長
- 井上俊 - 大阪大学名誉教授、京都大学大学院教授
- 桂重鴻 - 新潟大学名誉教授
- 山田俊雄 - 成城大学学長・名誉教授
- 今井三郎 - 青山学院大学教授
- 高橋志保彦 - 神奈川大学教授
- 尾澤重知 - 早稲田大学准教授
- 渋谷隆一 - 元駒澤大学教授
- 加藤理 - 文教大学教授
- 栂善夫 - 早稲田大学名誉教授

### 政治
- 愛知揆一（中25回） - 大蔵大臣、外務大臣、文部大臣、法務大臣、内閣官房長官、自民党幹事長
- 大石武一（中27回） - 初代環境庁長官、農林大臣、東北大学医学部助教授
- 日野市朗（高4回） - 郵政大臣、弁護士、衆議院議員
- 伊沢平馬（中8回）- 貴族院議員
- 堀真琴（中16回） - 参議院議員
- 栗林卓司（高1回） - 参議院議員
- 武田一夫（高5回） - 衆議院議員
- 千田正 - 参議院議員、岩手県知事（仙台商業学校へ編入）
- 千葉了（中1回） - 新潟県知事
- 内田隆（中1回） - 秋田県知事
- 早坂冬男（中20回） - 青森県知事
- 大沼康（中26回） - 元宮城県知事
- 浅野史郎（高18回） - 元宮城県知事、元慶應義塾大学教授、元神奈川大学教授

### 行政
- 石垣泰司（高7回）- 外交官、フィンランド大使、外務省参与、東海大学教授
- 天江喜七郎（高14回） - 外交官、外務省参与、外務省中近東アフリカ局長、国立京都国際会館長
- 鈴木建夫（高14回） - 農林水産省食品総合研究所長、食品総合研究所理事長
- 丸山市郎（高24回） - 外交官、駐ミャンマー大使、外務省外交政策調整官
- 横山均（高31回） - 内閣官房行政改革推進本部事務局長
- 海谷厚志：国土交通官僚、国土交通省海事局長[1]

### 司法
- 岡原昌男（中25回） - 最高裁判所長官、大阪高等検察庁検事長、法務省刑事局長
- 石井彦壽（高12回） - 仙台高等裁判所部総括判事、仙台地方裁判所長、最高裁判所調査官、東北大学名誉教授

### 経済
- 安藤太郎（中27回） - 住友不動産社長、住友銀行副頭取
- 氏家榮一（中33回） - 元七十七銀行頭取。仙台商工会議所会頭、現七十七銀行氏家照彦頭取の父
- 那須翔（中42回） - 元東京電力会長、社長、元経団連副会長
- 高橋宏明（高11回） - 東北電力元社長
- 西紘平（高11回） - 元雪印乳業社長、元ロッテアイス社長、元日本乳業協会副会長
- 三井精一（高14回） - 仙台銀行頭取
- 中鉢良治（高18回） - 産業技術総合研究所最高顧問・元理事長、ソニー元社長
- 小野寺正（高18回） - 元KDDI会長兼社長、元電気通信事業者協会会長、元大和証券グループ本社取締役
- 斎藤博明（高21回） - TAC社長、元経済同友会副代表幹事
- 粟野学（高26回） - きらやか銀行頭取

### 文学
- 大池唯雄（中26回） - 作家、直木賞受賞
- 常盤新平（中49回） - 作家、直木賞受賞
- 堤尭（高7回） - 元文芸春秋編集長・常務取締役
- 阿羅健一（高14回） - ノンフィクション作家
- 藤岡真（高21回） - ミステリー作家
- とよたかずひこ（高18回） - 絵本作家
- 米田まりな（高62回） - 作家、整理収納アドバイザー

### 芸能
- 上山草人（中2回） - 俳優、ハリウッド映画スター
- 東勇作（中29回） - バレーダンサー
- 曽世海司（高43回） - 役者、スタジオライフ
- 清貴（高53回） - シンガーソングライター

### スポーツ
- 三船久蔵（中3回） - 柔道家、文化功労者
- 槇有恒（中10回） - 登山家
- 佐藤道輔（高8回） - 元東京都高野連理事
- 加藤久（高27回） - 元サッカー選手、元Jリーグ監督、サッカー指導者。元早稲田大学人間科学部助教授
- 鈴木武一（高27回） - 元サッカー選手、元ベガルタ仙台監督、サッカー指導者
- 阿部理（高41回） - バスケットボール選手
- 大槻毅（高43回） - サッカー指導者（ザスパクサツ群馬監督）
- 江尻慎太郎（高48回） - 元プロ野球選手（北海道日本ハムファイターズほか）
- 柴小屋康行（高56回） - バレーボール選手、元日本代表、サントリーサンバーズ
- 山形雄介（高57回） - 元サッカー選手

### マスコミ
- 吉田直哉（高1回） - 元NHKプロデューサー、元武蔵野美術大学教授
- 佐藤隆輔（高5回） - 元NHKアナウンサー
- 伊藤博英（高25回） - NHKアナウンサー
- 玉川徹（高34回） - テレビ朝日『羽鳥慎一モーニングショー』レギュラーコメンテーター
- 千葉猛（高37回） - 毎日放送元アナウンサー
- 伊藤拓（高43回） - ミヤギテレビアナウンサー
- 鈴木実森（高62回） - 元東北放送アナウンサー
- 稲村沙綾（高63回） - 中京テレビアナウンサー
- 千須和侑里子（高65回） - 北海道文化放送アナウンサー
- 塩入未央　(高69回)    - 東北放送アナウンサー

### 文化・教養
- 今野晴貴（高54回） - 労働運動家、POSSE代表、ブラック企業対策プロジェクト共同代表、第13回大佛次郎論壇賞受賞
- 印度カリー子（高67回） - スパイス料理研究家、香林館代表取締役

### 芸術
- 吉田敦彦（高7回） - 抽象画家
- 石井隆 - 映画監督
- 橋浦方人（高15回） - 映画監督
- 庄司正（高18回） - ファッションデザイナー
- 秩父英里（高63回）- 作曲家
- 武藤順九（高20回） - 彫刻家
- 四ノ宮浩（高29回） - 映画監督
- 日向寺太郎（高36回） - 映画監督
- 佐藤俊太郎（高43回） - 元クオビオ交響楽団（フィンランド）首席指揮者、ロンドン・フィル、フィルハーモニア管弦楽団客演指揮者
- タノタイガ - 美術家
- 富川勝智（高43回） - ギタリスト
- むぐら -漫画家

### 軍人
- 安藤利吉（中1回） - 最後の台湾総督、陸軍大将
- 井上成美（中7回） - 最後の海軍大将
- 東海林俊成（中8回） - 陸軍少将、仙台連隊区司令官
- 万城目武雄（中8回） - 陸軍少将